# ZWS-anlæg
ZWS er en forkortelse af "Zeitmultiplexe Wendezugsteuerung". Det bruges til at styre og overvåge et lokomotiv fra en styrevogn eller et andet lokomotiv. Når ZWS bruges til styrevognskørsel kan der kun være et lokomotiv i togstammen, mens der kan være to lokomotiver, hvis det ene lokomotiv fjernstyres fra det andet.
Lokomotiver i Danmark, der er udstyret med ZWS
- Litra ME
- Litra EA
- Litra EB

| Jernbane | Spire Denne jernbaneartikel er en spire som bør udbygges. Du er velkommen til at hjælpe Wikipedia ved at udvide den. |